# Ràdio Nacional de la República Àrab Sahrauí Democràtica
La Ràdio Nacional de la República Àrab Sahrauí Democràtica (àrab: الاذاعة الوطنية للجمهورية العربية الصحراوية الديمقراطية, al-Iḏāʿa al-Waṭaniyya li-l-Jumhūriyya al-ʿArabiyya aṣ-Ṣaḥrāwiyya ad-Dīmuqrāṭiyya) és l'emissora de ràdio estatal de la República Àrab Sahrauí Democràtica (RASD). El seu lema és صوت الشعب الصحراوي الذي لا ينقطع, Ṣawt ax-xaʿb aṣ-ṣaḥrāwī allaḏī lā yanqaṭiʿ, ‘La veu del poble sahrauí que no cessa’.

## Antecedents i fundació
La Ràdio Nacional de la RASD va començar a emetre el 28 de desembre de 1975, poc després de l'inici de la guerra del Sàhara Occidental. Anteriorment, algunes emissions s'havien fet des de les estacions de ràdio de suport a Alger i Trípoli. En els primers mesos de l'emissora i a causa de la situació de guerra, les transmissions es van fer des de camions en moviment, amb una cobertura molt limitada. Mustafà Said Al-Uali va proclamar la RASD a través d'una emissió radiofònica el 27 de febrer de 1976, després de la decisió presa pel Consell Provisional Nacional Sahrauí.
El 1977 es van inaugurar els primers estudis i arxius de la ràdio sahrauí als campaments de refugiats sahrauís de Tindouf, mentre que a la fi de 1978, la potència de l'estació es va elevar a 20 kW transmetent a tot el Sàhara Occidental, el Marroc, Algèria i part de Mauritània. El 1991, l'estació es va augmentar a 100 kW (la potència actual), amb una torre de transmissió de 120 metres. La ràdio va començar a emetre a través d'Internet el 2006.